# Wilamowitzianus
Der Wilamowitzianus ist in der antiken Verslehre ein äolisches Versmaß, das zuerst von Ulrich von Wilamowitz-Moellendorff als choriambischer Dimeter beschrieben wurde, und von Paul Maas nach diesem benannt wurde. Gegen die Beschreibung wurde eingewandt, dass eben der doppelte Choriambus 
—◡◡—ˌ—◡◡—
in den untersuchten Fällen nicht auftaucht. Heute wird das metrische Schema meist durch
××××—◡◡—
oder etwas spezifischer und mit äolischer Basis durch
○○—◡—◡◡—
wiedergegeben, die Konstante ist also der Choriambus am Schluss des Verses. Dementsprechend kann der 3. Glykoneus als spezielle Form des Wilamowitzianus interpretiert werden.
In der metrischen Formelnotation wird das Versmaß mit wil abgekürzt.
Beispiele finden sich in der attischen Tragödie und bei Korinna, in der lateinischen Dichtung bei Plautus und bei Terenz.